# COVIran Barakat
COVIran Barakat — кандидат на вакцину проти COVID-19, який створений на основі інактивованого вірусу SARS-CoV-2, та розроблений іранською компанією «Shifa Pharmed», яка входить до складу «Barakat Pharmaceutical Group». Цей кандидат на вакцину успішно пройшов дослідження на тваринах і був допущений службою з контролю за продуктами та ліками Ірану для клінічних досліджень на людях.

## Розробка
29 грудня розпочалось клінічне дослідження на людях першого іранського кандидата на вакцину проти COVID-19. Згідно з заявою виконавчого штабу директиви імама, виробництво вакцини, розробленої однією з іранських компаній «Shifa Pharmed» під безпосереднім контролем верховного лідера Ірану, може досягти 12 мільйонів доз на місяць за шість місяців після успішного закінчення клінічних випробувань.
Тайєбе Мохбер, дочка Мохаммеда Мохбера, виконувача обов'язків директора компанії, стала першим добровольцем, хто отримав щеплення вакциною «COVIran Barakat». Міністр охорони здоров'я країни Саїд Намакі та віцепрезидент Ірану з питань науки і технологій Сорена Саттарі взяли участь у церемонії введення вакцини. Згідно з повідомленнями місцевих засобів масової інформації, понад 65 тисяч іранців зголосилися взяти участь у клінічних дослідженнях вакцини, а в першій фазі випробувань на людях, яка тривала від 45 до 60 днів, взяли участь 56 відібраних осіб.
Кандидат на вакцину «COVIran Barakat» є інактивованою вакциною, тобто він виробляється з коронавірусу, який був ослаблений або вбитий хімічними речовинами, подібно до того, як виробляється вакцина проти поліомієліту.